# Tõstamaa
Tõstamaa es un municipio estonio perteneciente al condado de Pärnu.
A 1 de enero de 2016 tiene 1305 habitantes en una superficie de 261 km².
Comprende la capital municipal Tõstamaa, donde vive medio millar de habitantes. El resto de la población se reparte en 19 pequeñas localidades rurales: Alu, Ermistu, Kastna, Kavaru, Kiraste, Kõpu, Lao, Lõuka, Manija, Männikuste, Peerni, Pootsi, Päraküla, Rammuka, Ranniku, Seliste, Tõhela, Tõlli y Värati.
Se ubica en la parte occidental del condado, frente a las costas de la isla de Kihnu.